# Assassin's Creed (серія творів)
Серія творів Assassin's Creed - збірка романів, написаних Олівером Боуденом, дія яких розгортається у всесвіті відеоігор Assasin's Creed.

## Книги
- «Відродження» (фр. «Renaissance») — перший роман цієї збірки, Відродження, був опублікований в 2009 році. Роман про Еціо Аудиторе да Фіренце, людини, яка жадає помсти за вбивство своєї сім'ї. Еціо починає тренуватися як асасин, і стає у війну між Братством Асасинів і Орденом Тамплієрів. Дві секретні організації перебували у спільному протистоянні протягом століть щоб заволодіти давнім артефактом, який називається «Яблуко Едема» який може контролювати людським розумом. Обидві групи також шукають в Італії сховище, яке містить знання та технологію давньої, технологічно вищої цивілізації.
- «Братство крові» (англ. «Brotherhood») — «Братство крові» — другий роман у серії, вийшов в 2010 році. Це роман популярної гри Assassin's Creed: Brotherhood. Так само як і попередня книга, Кредо Асасина: Відродження, він не містить ніяких теперішніх подій в грі, включаючи Дезмонда, лише посилання на Еціо. Історія відбувається через чотири роки після історії відео гри (1499), в 1503 році. Еціо Аудиторе намагається звільнити місто Рим від тиранії Чезаре Борджіа, який прагне захопити владу над Італією.
- «Таємний Хрестовий Похід» (англ. «The Secret Crusade») — Історія Таємного Хрестового Походу слідує за Альтаїром, яку розповів Ніколо Поло. Це подробиці з життя Альтаїра, ассасина, починаючи зі смерті його батька.
- «Одкровення» (англ. «Revelations») — Одкровення, знову йдеться про Еціо Аудиторе, коли він залишає своє життя позаду, шукаючи правду про Орден Асасинів та «тих, хто прийшов раніше». У результаті подорож веде його до Константинополя, де дедалі більша армія візантійських тамплієрів загрожує регіону. Еціо проходить через безліч перешкод, потім вирішує віддати своє життя як Асасина, щоб врятувати Дезмонда. Ця книга вийшла 24 листопада 2011 року у Великій Британії і 29 листопада 2011 року в США.
- «Знедолений» (англ. «Forsaken») — п'ята книга із серії Assassin's Creed. Роман розповідає про раннє життя Хейтема Кенуея. Юний Хейтем вже вміє фехтувати, проте це не змогло допомогти зупинити нічний напад на його сім'ю. Внаслідок якого, було вбито його батька, а сестру викрадено. Охопленого горем юнака забирає давній друг сім'ї під нагляд і починає навчати його майстерності асасинів. Захоплений жадобою помсти, Хейтем починає пошуки відплати, не довіряючи нікому на своєму шляху. Змова і зрада оточують його, і тепер він виявляється втягнутим в багатовікову битву між Асасинами i Тамплієрами.
- «Чорний Прапор» (англ. «Black Flag») — роман, що вийшов у Великій Британії 7 листопада 2013 року і 26 листопада 2013 року. Роман зосереджується на подіях однойменної гри. Це Золота доба піратства — час, коли жадібність, амбіційність та корупція перемагають всі лояльності — і зухвалий молодий капітан Едвард Кенуей, знаний як один з найбільших піратів свого часу. У новому блискучому романі, Кредо Асасина: Чорний Прапор, описано історію, як Едвард, юний капер, перетворився на найсмертоносніших піратів і був втягнутий у вікову боротьбу між Тамплієрами і Асасинами.[1]
- «Єдність» (англ. «Unity») — Кредо Асасина Єдність слідує за Елізою та Арно в рамках відеоігри Assassin's Creed: Unity, що відбувається під час французької революції. Книга заснована на відогрі Assassin's Creed Unity та вийшла у листопаді 2014 року.
- «Підпілля» (англ. «Underworld») — Кредо Асасина Підпілля слідує за Генрі Грін 6 років до подій Syndicate. Ця книга вийшла 5 листопада 2015 року у Великій Британії.
- «Клятва Пустелі» (англ. «Underworld») — Кредо Асасина: Клятва Пустелі слідує за Байєком, молодий хлопчик, який живе в оазі Сива в Стародавньому Єгипті. Події відбуваються до подій гри, Assassin's Creed Origins.